# Інагакі Хіросі
Хіро́сі Інага́кі  (яп. 稲垣 浩 Інагакі Хіросі, 30 грудня 1905, Токіо, Японія — 21 травня 1980, там же)  — японський кінорежисер, сценарист, кінопродюсер та актор. Лауреат премії «Оскар» 1956 року Американської кіноакадемії за фільм «Самурай: Шлях воїна», як найкращий фільм іноземною мовою.

## Біографія
Хіросі Інагакі народився 30 грудня 1905 року в Токіо, Японія, у сім'ї актора театру сімпа (яп. 新派). У дитинстві знімався в німих фільмах кінокомпанії «Nikkatsu». Був учнем режисера Дайсуке Іто в кінокомпанії «Toho». Як режисер Інагакі почав працювати наприкінці 1920-х років в кінокомпанії «Shochiku». Серед перших його фільмів — «Хроніка спокійного миру» (1928), «Ілюстрована історія чоловіка, що володіє воєнним мистецтвом» (1929), «Материнське око» (1931).
Спільно з режисерами Дайсуке Іто та Мансаку Ітамі Хіросі Інагакі сприяв поновленню жанру історичного фільму «дзідайгекі», вніс у нього проблеми сучасності, гуманізму, створив живі людські характери. Повернувшись в «Nikkatsu», він брав участь в групі молодих кінорежисерів Нарітакі разом з Садао Яманакою і Фудзі Яхіро, спільно з якими писав сценарії під псевдонімом Кімпаті Кадзівара. Як і інші учасники групи, Інагакі був відомий своїми живими фільмами в жанрі тямбара.
Фільми Інагакі «Трилогія Міямото Мусасі» («Самурай: Шлях воїна», 1954, «Самурай 2: Дуель біля храму», 1955 та «Самурай 3: Двобій на острові», 1956), «Життя Мухомацу» (1943, за твором Сюнсаку Івасіти), дія яких відноситься до епохи Мейдзі, вважаються найкращими історичними фільмами в Японії. У них Інагакі розвінчує соціальне зло, відтворює правдиву, насичену реалістичними деталями атмосферу минулих епох. У 1956 році фільм Інагакі «Самурай: Шлях воїна» здобув премію «Оскар» Американської кіноакадемії в категорії «Найкращий фільм іноземною мовою».
Наприкінці 1940-х років Хіросі Інагакі звернувся до сучасності, поставивши фільми «Діти, що взялися за руки» (1948) та «Забуті діти» (1949), присвячені життю неповноцінних дітей. У 1950-х роках Інагакі поставив історичні фільми-трилогію: «Сасакі Кодзіро» (1951), «Самурай» (1955) та «Життя Мухомацу» (1958; в радянському прокаті — «Людина-рикша»), який був удостоєний премії «Золотий лев» 19-го Венеційського міжнародного кінофестивалю.
Загалом Хіросі Інагакі, як режисер поставив 109 кінофільмів, та написав сценарії до 67 стрічок.
Хіросі Інагікі помер 21 травня 1980 в Токіо у віці 74 років.

## Фільмографія (вибіркова)
Режисер, сценарист, продюсер
| Рік  | Назва українською                     | Оригінальна назва (яп.)   | Режисер | Сценарист | Продюсер |
| ---- | ------------------------------------- | ------------------------- | ------- | --------- | -------- |
| 1928 | Хроніка спокійного миру               | 天下太平記                | Так     |           |          |
| 1936 | Подорож завдовжки в тисячу і одну ніч | 股旅千一夜                | Так     |           |          |
| 1941 | Свято за морем                        | 海を渡る祭礼              | Так     |           |          |
| 1943 | Життя Мухомацу                        | 無法末の一生              | Так     |           |          |
| 1944 | Вогняні знаки Шанхаю                  | 狼火は上海に揚る 春江遺恨 | Так     |           |          |
| 1951 | Корабель піратів                      |                           | Так     |           |          |
| 1952 | Бродяги Сенгоку                       | 戦国無頼                  | Так     |           |          |
| 1954 | Самурай: Шлях воїна                   | 宮本武蔵                  | Так     | Так       |          |
| 1955 | Самурай 2: Дуель біля храму           | 続宮本武蔵 一乗寺の決闘   | Так     | Так       |          |
| 1955 | Окрема поїздка                        | 旅路                      | Так     |           |          |
| 1956 | Самурай 3: Двобій на острові          | 決闘巌流島                | Так     | Так       |          |
| 1956 | Буря                                  | 嵐                        | Так     |           | Так      |
| 1957 | Повість про клан Ягю Мистецтво ніндзя | 柳生武芸帳                | Так     | Так       |          |
| 1958 | Життя Мухомацу                        | 無法末の一生              | Так     | Так       |          |
| 1958 | Ніндзіцу. Секретні свити клану Ягю 2  | 柳生武芸帳 双龍秘剣       | Так     | Так       |          |
| 1959 | Народження Японії                     | 日本誕生                  | Так     |           |          |
| 1959 | Самурайська сага                      | 或る剣豪の生涯            | Так     | Так       |          |
| 1961 | Повість про замок в Осаці             | 大阪城物語                | Так     | Так       |          |
| 1962 | 47 ронінів                            | 忠臣蔵 花の巻 雪の巻      | Так     |           |          |
| 1968 | Знамена самураїв                      | 風林火山                  | Так     |           | Так      |
| 1969 | Сінсенгумі                            | 新選組                    |         |           | Так      |
| 1970 | Засідка в ущелині смерті              | 待ち伏せ                  | Так     |           |          |

## Визнання
| Рік                                    | Категорія                       | Фільм                  | Результат |
| -------------------------------------- | ------------------------------- | ---------------------- | --------- |
| Премія «Майніті»                       |                                 |                        |           |
| 1950                                   | Спеціальна нагорода             | Ті, хто забув          | Перемога  |
| Премія «Оскар»                         |                                 |                        |           |
| 1956                                   | Найкращий фільм іноземною мовою | Самурай: Шлях воїна    | Перемога  |
| Берлінський міжнародний кінофестиваль  |                                 |                        |           |
| 1957                                   | Золотий ведмідь                 | Буря                   | Номінація |
| Венеційський міжнародний кінофестиваль |                                 |                        |           |
| 1958                                   | Золотий лев                     | Мухомацу, людина-рикша | Перемога  |